# Cervélo Test Team
El Cervélo Test Team fue un equipo ciclista profesional canadiense con licencia suiza y de categoría Profesional Continental, que se fundó de cara a la temporada 2009. El equipo estuvo formado sobre todo por corredores provenientes de los desaparecidos Gerolsteiner y Crédit Agricole, también destacando al ganador del Tour de Francia 2008 Carlos Sastre. Además de Sastre, el ciclista más destacado de la formación fue el esprínter noruego Thor Hushovd.
Compitió durante dos temporadas, (2009 y 2010) desapareciendo para la temporada 2011, tras fusionarse con el equipo estadounidense Garmin.
Su estructura también contó con un equipo femenino, denominado de la misma forma.

## Historia del equipo

### Creación

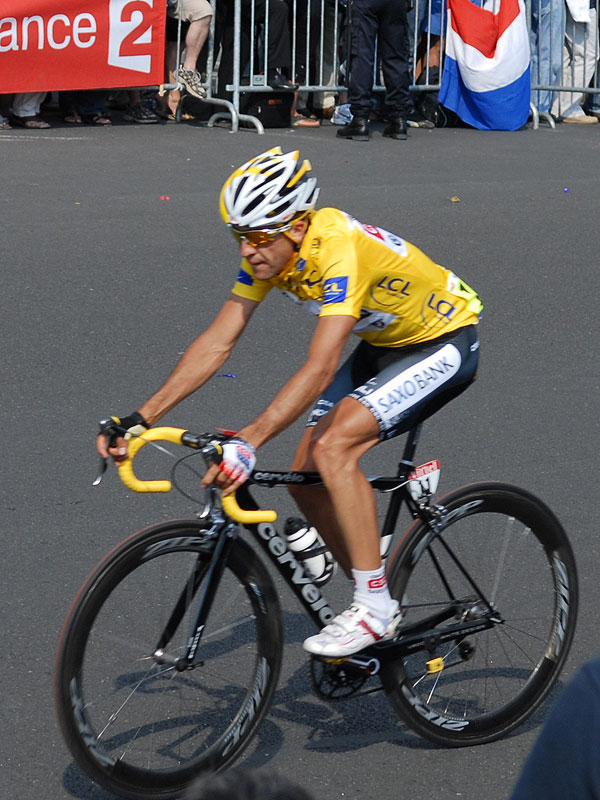
Carlos Sastre, con el maillot amarillo en la llegada a los Campos Elíseos de París del Tour de Francia 2008.

En 2008, el español Carlos Sastre (CSC-Saxo Bank) ganó el Tour de Francia. Sin embargo, el final de temporada se vio enturbiado por el desencuentro entre Sastre y su fiel escudero Íñigo Cuesta, con el mánager general del equipo, Bjarne Riis, durante el desarrollo de la Vuelta a España en la que Sastre terminaría tercero.
Esta tensa situación (en la que Sastre y Cuesta acusaron a Riis de boicotear las opciones de Sastre de cara a la general de la Vuelta) se produjo después de que Sastre y su gregario de confianza (cuya no inclusión para el Tour por parte de Riis pudo ser uno de los desencadenantes del deterioro en las relaciones entre el corredor abulense y su director) anunciaran su fichaje de cara a 2009 por el debutante Cervélo Test Team, de categoría Continental Profesional (no ProTour, aunque sería invitado a las principales carreras por la calidad de sus integrantes). La creación de ese equipo supuso asimismo la salida de la marca de bicicletas Cervélo como patrocinador del equipo, al crear su propia estructura.
La compañía CSC anunció también que abandonaba el patrocinio del equipo ciclista, poniendo así fin a ocho años de relación (y de denominación del equipo).

### 2009

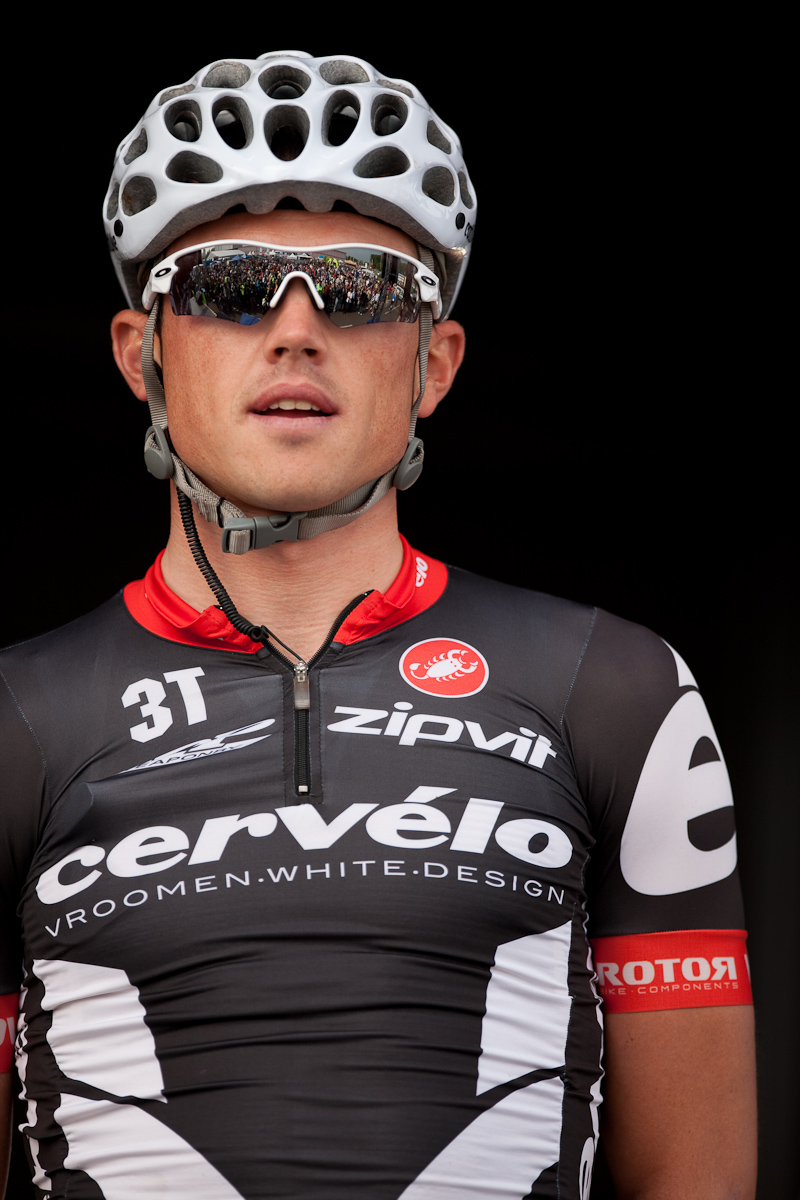
Simon Gerrans ganó sendas etapas en Giro y Vuelta.

En la temporada de su debut, el equipo fue invitado a las tres grandes vueltas, logrando victorias de etapa ern cada una de ellas.
Heinrich Haussler tuvo un sorprendente inicio de temporada al ganar dos etapas de la Vuelta al Algarve y una etapa de la París-Niza, la primera gran carrera de la temporada. Poco después dos ciclistas de la formación subieron al podio de la Classicissima Milán-San Remo, al ser Haussler y Thor Hushovd segundo y tercero respectivamente por detrás del ganador Mark Cavendish. Hushovd ganó esa primavera dos etapas en la Volta a Cataluña.
El equipo tuvo una destacada participación en el Giro de Italia, con cuatro victorias de etapa: dos de Carlos Sastre, y sendos triunfos de Simon Gerrans e Ignatas Konovalovas (en la contrarreloj final). El jefe de filas Sastre finalizó además tercero en la general, aunque no pudo subir al podio de Roma ya que en ese momento figuraba cuarto en la clasificación al desconocerse todavía que Danilo Di Luca (LPR Brakes-Farnese Vini), que subió como segundo clasificado y ganador de los puntos, había dado positivo por CERA en dos controles antidopaje (con lo que fue eliminado de las clasificaciones y sancionado con dos años por dopaje, aupando a Sastre al tercer puesto). Con ese resultado, el abulense se convertía en uno de los pocos ciclistas con puestos de podio en las tres grandes vueltas (incluyendo un primer puesto en el Tour).

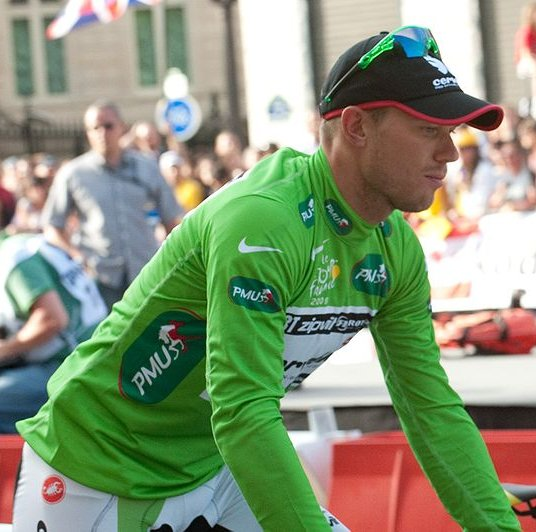
Thor Hushovd, con el maillot verde.

En el Tour de Francia, Thor Hushovd ganó la clasificación por puntos, haciéndose así con el maillot verde por delante de Cavendish (ganador de seis etapas). Además, dos ciclistas ganaron una etapa cada uno: el esprínter noruego se impuso en la etapa con meta en Barcelona al ser el más rápido en la ascendente llegada a Montjuic, mientras que Haussler ganó bajo la lluvia al llegar en solitario a Colmar tras una larga cabalgada. En la lucha por la general, sin embargo, Sastre no pudo estar con los favoritos y terminó fuera de los diez primeros puestos.
En la Vuelta a España, la formación logró dos victorias de etapa de la mano de Simon Gerrans y Philip Deignan (ganador en la tradicional llegada a Ávila).
Al término de la temporada, Simon Gerrans y Serge Pauwels consumaron su fichaje por el Sky Professional Cycling Team, un nuevo equipo británico de categoría UCI ProTeam. Por otra parte, José Ángel Gómez Marchante fichó por el Andalucía-CajaSur, de categoría Continental Profesional.

### 2010
El equipo realizó una concentración invernal en Canarias para encarar su segunda temporada en el pelotón. Además, el equipo presentó a Joop Alberda (hasta entonces relacionado al comité olímpico neerlandés) como su nuevo director principal, en sustitución de Thomas Campana. Los nuevos fichajes para la plantilla fueron el holandés Theo Bos proveniente del Rabobank Continental y Xavier Tondo del Andalucía-Cajasur.
Bos le dio al equipo la primera victoria de la temporada en la Clásica de Almería y Tondo en el UCI World Calendar al ganar una etapa de la París-Niza. Posteriormente ganó una etapa y fue segundo en la Volta a Cataluña.
Nuevamente participó de las tres grandes logrando 2 etapas a través de Thor Hushovd, una en el Tour de Francia y otra en la Vuelta a España.
Previo a la Vuelta a España, tras conocerse que el Cervélo se fusionaría con el Garmin, Carlos Sastre anunció que concluida la temporada ficharía por el Team Geox. Declaraciones de Sastre:
Si el Cervelo ha llegado a algo, es gracias al trabajo que ha realizado Carlos Sastre. Así de claro.

### Desaparición y fusión con Garmin
La empresa Cervélo anunció mediante un comunicado oficial hecho público el 26 de agosto que no continuaría patrocinando al equipo al término de dicha temporada. El director Jean-Paul Van Poppel admitió que dicho abandono significaba la desaparición de la formación (a excepción del conjunto femenino, aunque finalmente también desapareció), aunque no quiso entrar a valorar el futuro de los integrantes de su plantilla.
El 27 de agosto, Jonathan Vaughters, director del conjunto Garmin-Transitions, confirmaba la fusión entre las dos escuadras, pasando a ser Cérvelo el suministrador de bicicletas del equipo estadounidense.
Del resultado de la fusión, siete ciclistas pasaron al Garmin, siendo los más destacados Thor Hushovd y Heinrich Haussler.

## Corredor mejor clasificado en las Grandes Vueltas
| Año  | Giro de Italia    | Tour de Francia    | Vuelta a España    |
| ---- | ----------------- | ------------------ | ------------------ |
| 2009 | 2.º Carlos Sastre | 15.º Carlos Sastre | 9.º Philip Deignan |
| 2010 | 8.º Carlos Sastre | 18.º Carlos Sastre | 5.º Xavi Tondo     |

## Media
El equipo publica Beyond the Peloton, un documental por capítulos rodado por el cineasta Joseph Finkleman y su equipo, visible a través de su página web oficial de internet. La primera temporada siguió el proceso de gestación del equipo y su estreno en el pelotón en 2009, mientras que la segunda hizo lo propio en 2010.
De manera similar publica también vídeos relativos a concentraciones u otras actividades desarrolladas por los integrantes de su plantilla.

## Material ciclista
- Bicicletas: Cervélo
- Componentes: 3T
- Ruedas: Zipp
- Equipación: Castelli Clothing
- Sillines: Fi'zi:k
- Cascos: Catlike
- Botellines: Elite

## Sede
El equipo tenía su sede en Littau (calle Staldenhof, 3b).

## Clasificaciones UCI
A partir de 2005 la UCI instauró los Circuitos Continentales UCI, donde el equipo está desde que se creó en el 2009, registrado dentro del UCI Europe Tour. Estando en las clasificaciones del UCI Europe Tour Ranking, UCI America Tour Ranking, UCI Asia Tour Ranking y UCI Oceania Tour Ranking así como en la global de los equipos Profesionales Continentales adheridos al pasaporte biológico que hubo solo en 2009 llamada PCT Biological passport. Las clasificaciones del equipo y de su ciclista más destacado son las siguientes (excepto en la PCT Biological passport que solo fue clasificación de equipos):
| Temporada                      | Clasificación por equipos | Mejor corredor en la clasificación individual | Posición |
| 2008-2009 (America Tour)       | 6.º                       | Thor Hushovd                                  | 8.º      |
| 2008-2009 (Asia Tour)          | 8.º                       | Heinrich Haussler                             | 84.º     |
| 2008-2009 (Europe Tour)        | 4.º                       | Heinrich Haussler                             | 11.º     |
| 2009 (PCT Biological passport) | 3.º                       | -                                             | -        |
| 2009-2010 (America Tour)       | 16.º                      | Brett Lancaster                               | 96.º     |
| 2009-2010 (Europe Tour)        | 17.º                      | Davide Appollonio                             | 52.º     |
| 2009-2010 (Asia Tour)          | 27.º                      | Heinrich Haussler                             | 72.º     |
| 2009-2010 (Oceania Tour)       | 3.º                       | Thor Hushovd                                  | 2.º      |

Tras discrepancias entre la UCI y los organizadores de las Grandes Vueltas, en 2009 se tuvo que refundar el UCI ProTour en una nueva estructura llamada UCI World Ranking, formada por carreras del UCI World Calendar; el equipo siguió siendo de categoría Profesional Continental pero tuvo derecho a entrar en ese ranking los dos primeros años por adherirse al pasaporte biológico.
| Año  | Clasificación por equipos | Mejor corredor en la clasificación individual | Posición |
| 2009 | 7.º                       | Heinrich Haussler                             | 16.º     |
| 2010 | 7.º                       | Thor Hushovd                                  | 12.º     |

## Palmarés destacado
Para el palmarés completo, véase Palmarés del Cervélo Test Team

### Grandes Vueltas
- Tour de Francia
  - 2009: 2 etapas (Thor Hushovd, Heinrich Haussler)
  - 2010: 1 etapa (Thor Hushovd)
- Giro de Italia
  - 2009: 4 etapas (Carlos Sastre (2), Simon Gerrans, Ignatas Konovalovas)
- Vuelta a España
  - 2009: 2 etapas (Simon Gerrans, Philip Deignan)
  - 2010: 1 etapa (Thor Hushovd)

### Otras carreras
- París-Niza
  - 2009: 1 etapa (Heinrich Haussler)
  - 2010: 1 etapa (Xavier Tondo)
- Volta a Catalunya
  - 2009: 2 etapas (Thor Hushovd)
  - 2010: 1 etapa (Xavier Tondo)

- Vuelta a Suiza
  - 2010: 1 etapa (Heinrich Haussler)

### Campeonatos del Mundo
- 2010: Campeonato del mundo en ruta (Thor Hushovd)

## Principales ciclistas
Para años anteriores, véase Plantillas del Cervélo Test Team
- Carlos Sastre
- Thor Hushovd
- Íñigo Cuesta
- Heinrich Haussler
- Simon Gerrans
- Philip Deignan
- Ignatas Konovalovas
- Jeremy Hunt
- Brett Lancaster